# نزدیک دوبلین
نزدیک دوبلین (انگلیسی: Near Dublin) یک فیلم کمدی صامت آمریکایی است که در سال ۱۹۲۴ منتشر شد.

## بازیگران
- استن لورل
- جیمز فینلیسون
- اینا گرگوری
- چارلی هال
- می دالبرگ
- ادی بیکر
- سمی بروکس
- گلن تراین
- لیو ویلیس
- هلن گیلمور
- جرج رو
- جیمز تی. کلی
- ارل موهان
- بیلی اِنگِل